# Perlenfischerei als Zeugnis einer Inselökonomie
Unter dem Titel Perlenfischerei als Zeugnis einer Inselökonomie wurde 2012 ein UNESCO-Welterbe in Bahrain ausgewiesen. Inoffiziell wird es auch als Pfad der Perlenfischer (Pearling Pathway) bezeichnet. Unter Schutz gestellt wurden dadurch siebzehn Gebäude in der Stadt Muharraq, drei Austernbänke vor der Küste, ein Küstenabschnitt und die Festung Qal’at Bu Mahir an der Südspitze der Insel Muharraq, von wo die Boote zu den Austernbänken abfuhren. Es handelt sich um die letzten erhaltenen Zeugnisse der traditionellen Perlenfischerei und ein Beispiel für die Nutzung der Ressourcen des Meeres durch den Menschen. Der Perlenhandel brachte der Golfregion Wohlstand, bis in den 1930er Jahren in Japan die Perlenzucht entwickelt wurde.

## Beschreibung

### Maritimer Teil des Welterbes
Austernbänke:
- Hayr Bū-I-Thāmah (⊙),
- Hayr Bū’Amāmah (⊙),
- Hayr Shtayyah (⊙).

Ausgewählt wurden die produktivsten Austernbänke im Norden und Nordosten von Bahrain. Zeitzeugen und Quellentexte stimmen darin überein, dass hier die höchste Dichte von Austern vorhanden war und die besten Perlen ertaucht wurden.
Außerdem gehören der Küstenabschnitt Bū Māhir (⊙) und die Festung Qal‘at Bū Māhir (⊙) zum Schutzgebiet.
Es handelt sich um das letzte Stück des authentischen Sandstrandes, etwa 110 Meter lang. Das Meer ist in diesem Bereich gezeitenabhängig zwischen 2,5 und 25 Metern tief. Die Festung hatte die Aufgabe, Küste und Hafenbecken vor Piraten und feindlichen Angriffen zu schützen. Von der ursprünglich viertürmigen Anlage blieb nur ein Turm und der angrenzende Flügel erhalten. Der ganze obere Teil ist eine Rekonstruktion aus den 1970er Jahren.

### Baudenkmäler in Muharraq-Stadt
Alle ausgewählten Gebäude stammen aus der letzten Blütezeit des Perlenhandels. Im späten 19. und frühen 20. Jahrhundert wurde viel gebaut, weil der Perlenhandel durch die Internationalisierung reiche Gewinne abwarf.
Die traditionelle Architektur von Bahrain entspricht insgesamt der Bauweise der Golfregion bzw. des Mittleren Ostens. Es gibt aber in Bahrain Besonderheiten, die mit dem Kulturaustausch in Folge des Perlenhandels zusammenhängen. Städtische Häuser wurden um einen oder mehrere Höfe herum gebaut, wichtigstes Baumaterial war der Schutt von den Korallenriffen, mit Hilfe von Mörtel vermauert und anschließend verputzt. Für die Flachdächer legte man Mangrovenstangen dicht aneinander, darüber gespleißte Bambusstangen, gewebte Matten und eine abschließende Schicht von Stein und Schlamm. Viele Häuser waren reich verziert: durchbrochene Gipspanele, Türen mit Schnitzwerk, fein ausgesägte Holzfenster, manchmal auch verzierte Zwischendecken und weiterer Fassadenschmuck.
| Name des früheren Besitzers              | Art des Gebäudes                     | Beschreibung | Bauzeit                |
| ---------------------------------------- | ------------------------------------ | --- | ---------------------- |
| Al-Ghūṣ                                  | Wohnhaus (⊙)                         | Einstöckiges Gebäude, ursprünglich drei Wohneinheiten und ein Liwan, gruppiert um einen Innenhof. Bescheidenes Wohnquartier für ein Crewmitglied einer Perlenfischer-Dhau. | frühes 20. Jahrhundert |
| Badr Ghulum                              | Wohnhaus (⊙)                         | Badr Ghulum, der Erbauer, war Barbier und zugleich einer der wenigen Personen, die den Perlenfischern medizinische Hilfe leisten konnten. Das zweistöckige Gebäude verfügt auch über Behandlungsräume. | um 1912                |
| Al-Jalahma                               | Wohnhaus (⊙)                         | Großer und komplexer Wohnsitz einer Perlenhändler-Familie. Es befindet sich zu beiden Seiten der Straße und verfügt über eine Art überdachte Brücke zur Verbindung der beiden Flügel. |                        |
| Al-Alawi                                 | Wohnhaus (⊙)                         | Der Erbauer kam zu Wohlstand, indem er die Perlenfischer auf See mit Trinkwasser, Tabak, Lebensmittel und anderen Artikeln versorgte. Das Gebäude besitzt eines der wenigen erhaltenen Exemplare des traditionellen Windturms (malqif al-hawā’) und zeichnet sich durch hohe handwerkliche Qualität aus. | 1932                   |
| Fakhro                                   | Wohnhaus (⊙)                         | Der Erbauer war ein Holzhändler, der eine Flotte von bis zu fünfzig Booten und ein eigenes Dock besaß. Mit dem Wachstum der Familie wurde auch das Anwesen vergrößert, bis es schließlich über vier Höfe verfügte. Einer davon ist gut erhalten, die anderen nur als Ruinen. Bemerkenswert sind hier die Gipspaneele und die hölzernen Fensterkonstruktionen.                                                                       | frühes 20. Jahrhundert |
| Murad                                    | Wohnhaus (⊙)                         | Wohlerhaltenes Haus eines Perlenhändlers mit Schnitzwerk und Architekturschmuck. | Ende 19. Jahrhundert   |
| Murad                                    | Gästehaus (⊙)                        | Gästehaus auf der dem Wohnhaus gegenüberliegenden Straßenseite. | Ende 19. Jahrhundert   |
| Siyadi                                   | Geschäfte (⊙)                        | Es handelt sich um drei Einheiten von Läden und Lagerräumen, von denen zwei zum Welterbe gerechnet werden, die dritte zur Pufferzone. Hier wurde mit Perlen gehandelt, zeitweilig aber auch mit Datteln, Reis oder Kaffee. Typisch sind die doppelten Holztüren. | Zwischen 1860 und 1905 |
| Ali Rashed und Yousif Abdurrahman Fakhro | Ensemble von drei Lagerhäusern (⊙)   | Die Gebäude dienten ursprünglich zur Lagerung von Holz für den Bootsbau; zwei sind in Folge von langer Nichtbenutzung in schlechtem, bzw. ruinösem Zustand; das besterhaltene Lagerhaus wurde bis jetzt auch benutzt. |                        |
| Nūkhidhah                                | Wohnhaus (⊙)                         | Das Haus besitzt Gästeräume für die neu ankommenden Taucher. Hier wurden die Crews der Perlenfischer-Boote für die kommende Saison zusammengestellt. | um 1920                |
| Siyadi                                   | zwei Wohnhäuser und eine Moschee (⊙) | Wohnsitz eines reichen Perlenfischers, der über eine eigene Bootsflotte verfügte. Die bescheidene, einstöckige Moschee hat ein konisches Minarett; die schlichte Fassade steht in Kontrast zum reichen Fassadenschmuck des benachbarten Wohnhauses. Die hölzerne Inneneinrichtung des Wohnhauses wurde aus Shiraz importiert. Dieses Baudenkmal ist im Besitz des Kultusministeriums und soll als Perlenmuseum eingerichtet werden. |                        |

## Geschichte der Perlenfischerei

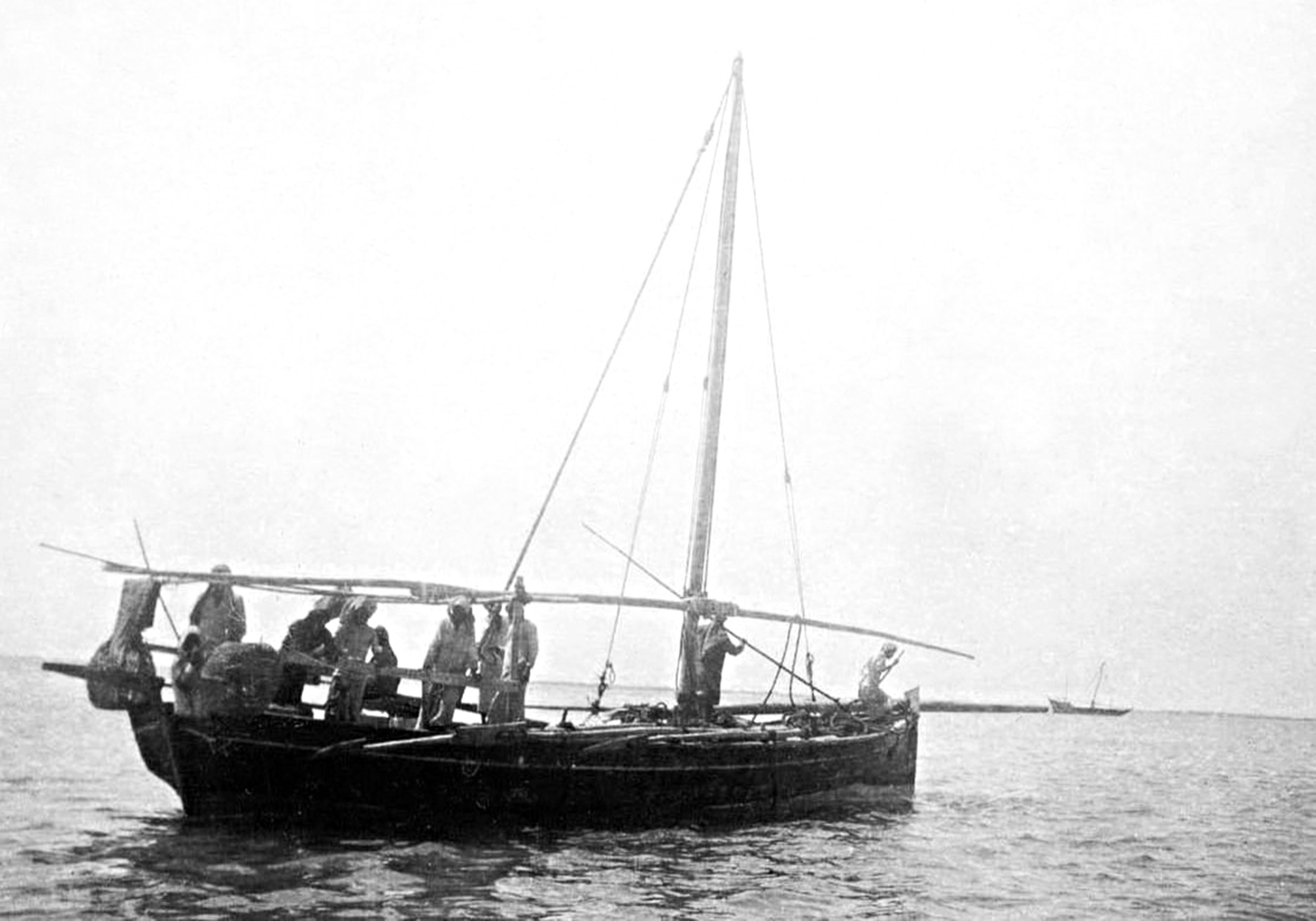
Perlenfischerei vor Bahrain (1911)

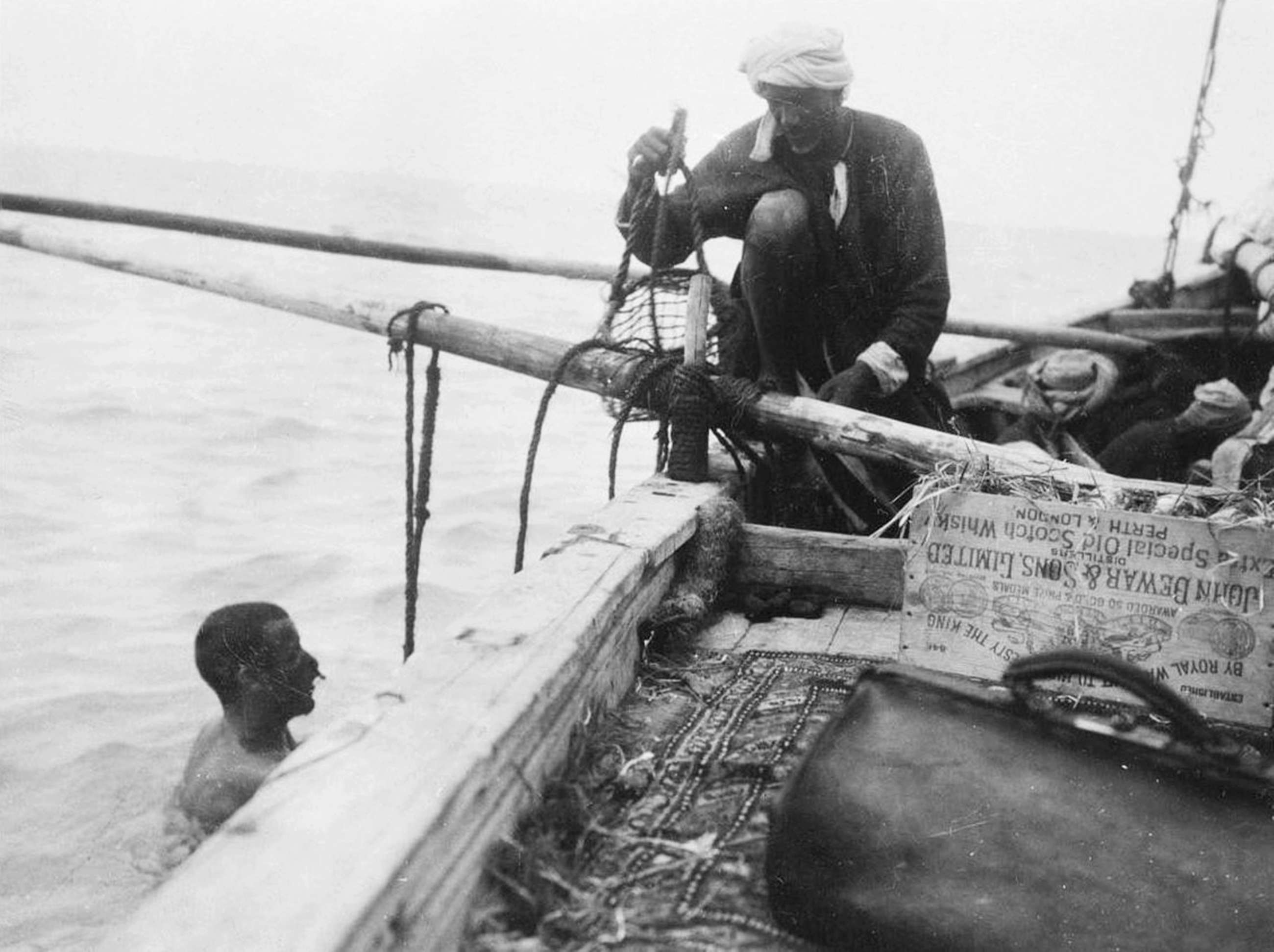
Perlentaucher (1911)

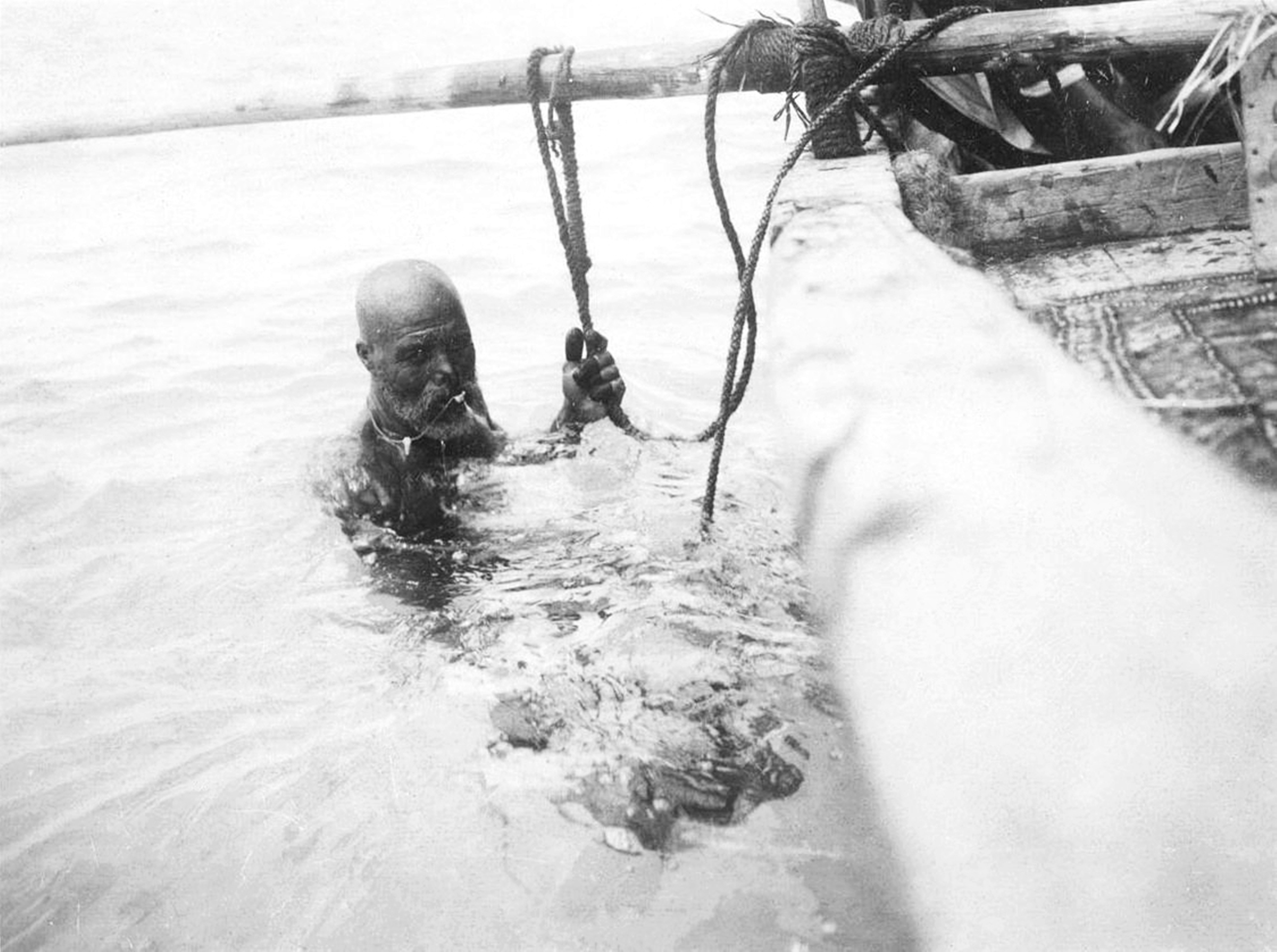
Perlentaucher (1911)

Seit dem Neolithikum wurde im Persischen Golf nach Perlen getaucht. Zu römischer Zeit wurde dieser Wirtschaftszweig ausgebaut, da es im Imperium eine Nachfrage nach dem Luxusgut Perlen gab. Plinius der Ältere erwähnte, dass die besten Perlen aus der Gegend von Bahrain stammten. Allerdings kamen die meisten Perlen zu seiner Zeit aus Sri Lanka.
Bei den mittelalterlichen Quellen, die sich zu der Perlenfischerei aus Bahrain äußern, ist zu beachten, dass Bahrain damals ein größeres Gebiet bezeichnete als den heutigen Staat Bahrain. Die Safawiden, die 1602 die Kontrolle über Bahrain erlangten, nutzten die reichen Erträge aus dem Perlenhandel dazu, um schiitische Institutionen in Persien und andernorts zu finanzieren. Durch die Entdeckung Amerikas waren vorübergehend Perlen aus Venezuela eine Konkurrenz für die bahrainischen Perlenhändler. im 18. Jahrhundert war Bahrain heftig umkämpft; die militärischen Akteure versuchten, die Inseln unter ihre Kontrolle zu bringen, um die Gewinne aus dem Perlenhandel abzuschöpfen.
1820 sicherte ein Vertrag der Familie Al Khalifa die Herrschaft über Bahrain. Dadurch stabilisierten sich die Lebensverhältnisse und mit einer Bevölkerung von rund 6000 Menschen wurde Bahrain zum größten Golfstaat und ab Mitte des 19. Jahrhunderts auch zum wichtigsten Handelszentrum.

## Welterbe-Kriterien

### Kriterium III
Das Ensemble aus städtischen Baudenkmälern, der Festung, der Küste und den Austernbänken ist ein hervorragendes Zeugnis der Perlenfischerei in der Zeit ihrer Blüte (spätes 19., Anfang 20. Jahrhundert). Obwohl die Perlenfischerei nicht mehr ausgeübt wird, ist an den unter Schutz gestellten Bauten der Wohlstand ablesbar, der dadurch geschaffen wurde.

## Integrität und Authentizität
Mit dem Niedergang der Perlenfischerei durch die Konkurrenz der Perlenzucht wurden die architektonischen Zeugnisse jener Epoche vernachlässigt und waren dem Verfall ausgesetzt. Für das Welterbe wurden Gebäude ausgewiesen, die das kulturelle Erbe der Perlenfischerei und des Perlenhandels für die Bevölkerung von Bahrain repräsentieren können. Sie befinden sich wie Inseln in der modernen Stadt und sind entsprechend gefährdet. Ihre fachgerechte Restaurierung ist aufwändig, weil zu ihrer Bauzeit traditionelle Handwerke in Blüte standen, die heute kaum noch betrieben werden. Die Austernbänke, der als Welterbe ausgewiesene Küstenabschnitt und das Fort dagegen sind in ihrem Bestand nicht gefährdet.

## Schutz und Management der Welterbestätte
Der Küstenabschnitt Bū Māhir und die einzelnen Baudenkmäler in der Stadt Muharraq sind als nationale Kulturgüter unter Schutz gestellt durch ein Dekret von 2010, und ihr Management obliegt dem Kultusministerium. Auf die Korallenriffe und die umgebende maritime Pufferzone werden andere Schutzgesetze angewandt; ein spezielles Gesetz, das das maritime Schutzgebiet genau umschreibt, wurde 2011 erlassen.
Das Kultusministerium hat 2011 einen Plan zur Entwicklung der Altstadt von Muharraq entwickelt. Diese dient als eine Pufferzone, so dass die Weltkulturerbestätten künftig eingebettet sind in eine lebendige Altstadt mit guter Wohnqualität.